# Louis de France (1549-1550)
Pour les articles homonymes, voir Louis de France.
Titre
Duc d'Orléans
3 février 1549 – 24 octobre 1550
(1 an, 8 mois et 21 jours)
Louis de France, fils de France, est né le 3 février 1549 à Fontainebleau et mort le 24 octobre 1550. Deuxième fils du roi de France Henri II et de Catherine de Médicis, il reçoit en apanage dès sa naissance le duché d'Orléans et prend le nom de Louis III d'Orléans[réf. nécessaire]. Il est baptisé le jour de sa naissance, avec pour parrains, le roi Jean III de Portugal et le duc de Ferrare Hercule II d'Este, son grand-oncle ; et pour marraine la reine régente d'Écosse, Marie de Guise. Son éducation et sa garde furent confiées à Diane de Poitiers. Ses parents avaient des projets pour leur quatrième enfant. Ils lui réservaient le titre de duc d'Urbino, qui appartenait à la famille Médicis, celle de sa mère. Néanmoins, sa mort prématurée éloigna cette tentative des projets de la famille royale.